# Prutenische Tafeln

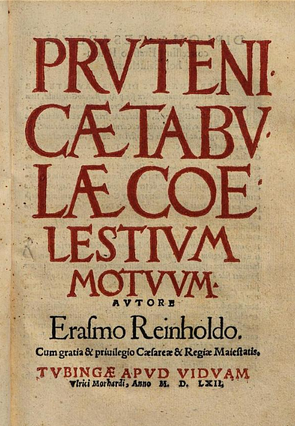
Tübinger Ausgabe von 1562

Die Preußischen oder Prutenischen Tafeln der Himmelsbewegungen (Prutenicae Tabulae Coelestium Motuum) sind ein astronomisches Tabellenwerk zur Berechnung der Standorte von Sonne, Mond und Planeten. Die Prutenischen Tafeln lösten die bisher verwendeten Alfonsinischen Tafeln aus dem 13. Jahrhundert ab, deren vorhergesagte Daten zunehmend von der Realität abwichen. Zum Beispiel wurden Ereignisse wie Konjunktionen von Jupiter und Saturn, denen in der Astrologie hohe Bedeutung zugeschrieben wurde, mit einem Fehler von bis zu einem Monat vorhergesagt, in den Prutenischen Tafeln war die Vorhersage auf wenige Tage genau.
Die Tabellen wurden im Jahre 1551 von dem Mathematiker und Astronomen Erasmus Reinhold erarbeitet. Er bezog sich auch auf die Arbeiten von Nikolaus Kopernikus, während er eine große Anzahl von Sternen identifizierte und beschrieb. Die höhere Genauigkeit der Prutenischen Tafeln ist allerdings nicht auf das verwendete Kopernikanische System zurückzuführen, sondern in erster Linie auf die Aktualität der verwendeten Ausgangsdaten.
Herzog Albrecht von Brandenburg-Ansbach unterstützte Reinhold und finanzierte die Drucklegung, obwohl es dabei zu unerquicklichen Auseinandersetzungen wegen der Bezahlung kam. Reinhold trug durch die Prutenischen Tafeln dazu bei, dass das Kopernikanische System in und außerhalb des deutschen Reiches bekannt wurde, ebenso wie Königsberg durch die Wahl als Nullmeridian.
Die Erkenntnisse des Kopernikus und die Preußischen Tafeln wurden später der Kalenderreform von 1582 unter Papst Gregor XIII. zugrunde gelegt.
Die Tafeln erschienen erstmals 1551 bei Ulrich Morhart in Tübingen, ein Nachdruck 1562 bei dessen Witwe. Herausgeber der zweiten Auflage (Tübingen, 1571) war Michael Mästlin (1550–1631), der später Keplers Lehrer wurde. Er fügte ein Nachwort und zwei Seiten mit Korrekturen hinzu. Die dritte Auflage (Wittenberg, Matthäus Welack, 1585) wurde von Kaspar Straub herausgegeben.
Im Jahr 1627 lösten die Rudolfinischen Tafeln mit noch genaueren Daten von Tycho Brahe und Johannes Kepler die Prutenischen Tafeln ab.
Der Einfluss Reinholds und seiner Tafeln auf die Verbreitung der Kopernikanischen Lehre wurde von Owen Gingerich untersucht.